# Their Afternoon Off
Their Afternoon Off è un cortometraggio muto del 1911. Il nome del regista non compare nei credit del film.

## Produzione
Il film fu prodotto dalla Nestor Film Company, una compagnia fondata dai fratelli William e David Horsley.

## Distribuzione
Distribuito dalla Motion Picture Distributors and Sales Company, il film - uno split reel di 150 metri - uscì nelle sale cinematografiche USA il 30 dicembre 1911. Nelle proiezioni, veniva programmato con il sistema dello split reel, accorpato in un'unica bobina con un altro cortometraggio, la commedia Mutt and Jeff Break Into Society.